# Hạc gỗ
Hạc gỗ (danh pháp khoa học: Mycteria americana) là một loài chim trong họ Ciconiidae.
Loài chim này được tìm thấy trong các môi trường sống cận nhiệt đới và nhiệt đới ở châu Mỹ, bao gồm cả vùng Caribê. Ở Nam Mỹ, nó cư trú, nhưng ở Bắc Mỹ, hạc gỗ có thể phân tán đến tận Florida. Được Carl Linnaeus mô tả ban đầu vào năm 1758, loài cò này có thể đã tiến hóa ở các vùng nhiệt đới. Đầu và cổ không có lông, có màu xám đen. Bộ lông chủ yếu là màu trắng, ngoại trừ đuôi và một số lông cánh có màu đen với ánh xanh lục tía. Chim non khác với chim trưởng thành, với con đầu có lông và mỏ màu vàng, so với con trưởng thành màu đen. Có rất ít khác biệt bộ lông chim trống và chim mái.
Môi trường sống của hạc gỗ có thể khác nhau, nhưng phải là những khu vực có khí hậu nhiệt đới hoặc cận nhiệt đới với mực nước dao động. Tổ có đường kính một mét được tìm thấy trên cây, đặc biệt là rừng ngập mặn và những loài thuộc giống Taxodium, thường được bao quanh bởi nước hoặc trên mặt nước. Cò gỗ làm tổ thành nhóm. Tổ được xây từ que và cây xanh. Trong mùa sinh sản, bắt đầu khi mực nước giảm và có thể xảy ra bất cứ lúc nào từ tháng 11 đến tháng 8, một lứa từ ba đến năm trứng. Thời gian ấp trứng trong khoảng 30 ngày và chim non nở ra còn non yếu. Chim con đủ lông đủ cánh từ 60 đến 65 ngày sau khi nở, mặc dù chỉ có khoảng 31% số tổ đẻ có chim với hầu hết chim non chết trong hai tuần đầu tiên, mặc dù được chim mẹn theo dõi trong thời gian đó. Những con chim non được cho ăn cá với kích thước ngày càng lớn. Chế độ ăn uống của chim lớn thay đổi trong suốt năm. Trong mùa khô, chúng ăn cá và côn trùng, so với việc bổ sung ếch và cua trong mùa mưa. Vì kiếm ăn bằng xúc giác, hạc gỗ cần nước nông để bắt thức ăn một cách hiệu quả. Đây cũng là lý do tại sao cò gỗ sinh sản khi mực nước bắt đầu xuống.